# Jucărie
Jucăriile sunt obiecte create în general pentru a reda la scară redusă realitatea și a oferi copiilor miniaturi reprezentative ale lumii adulților. Jucăriile pot constitui un liant al relațiilor dintre copii și chiar un suport moral oferit copiilor ca indivizi. Cu toate acestea și unii adulți dar și unele animale nedomesticate se mai joacă cu jucăriile.
Există jucării pentru fiecare din stadiile de dezvoltare a copilului. Astfel, copiii mici au jucării de obicei din cauciuc sau alt material elastic, care nu pot fi ingerate cu ușurință. Cu cât copilul este mai mare, cu atât jucăriile destinate lui sunt mai complexe.
În comerțul cu jucării una din dilemele întâlnite este cine alege jucăria: copilul sau adultul? Pentru copil jucăria preferată este aceea care reflectă cel mai bine visurile și aspirațiile lui, dorințele sale de a fi mare, de a imita sau reproduce lumea înconjurătoare; pentru părinte imupulsul educațional de a transmite valorile sale copilului se îmbină cu dorința de a-i oferi ceea ce i s-a refuzat în copilărie.
Jucăriile mai pot fi clasificate și după vârsta și sexul copiilor cărora le sunt destinate, tipul de materiale folosite (lemn, materiale plastice, textile, metale), modul de funcționare (mecanice, electronice) etc.

## Istoric

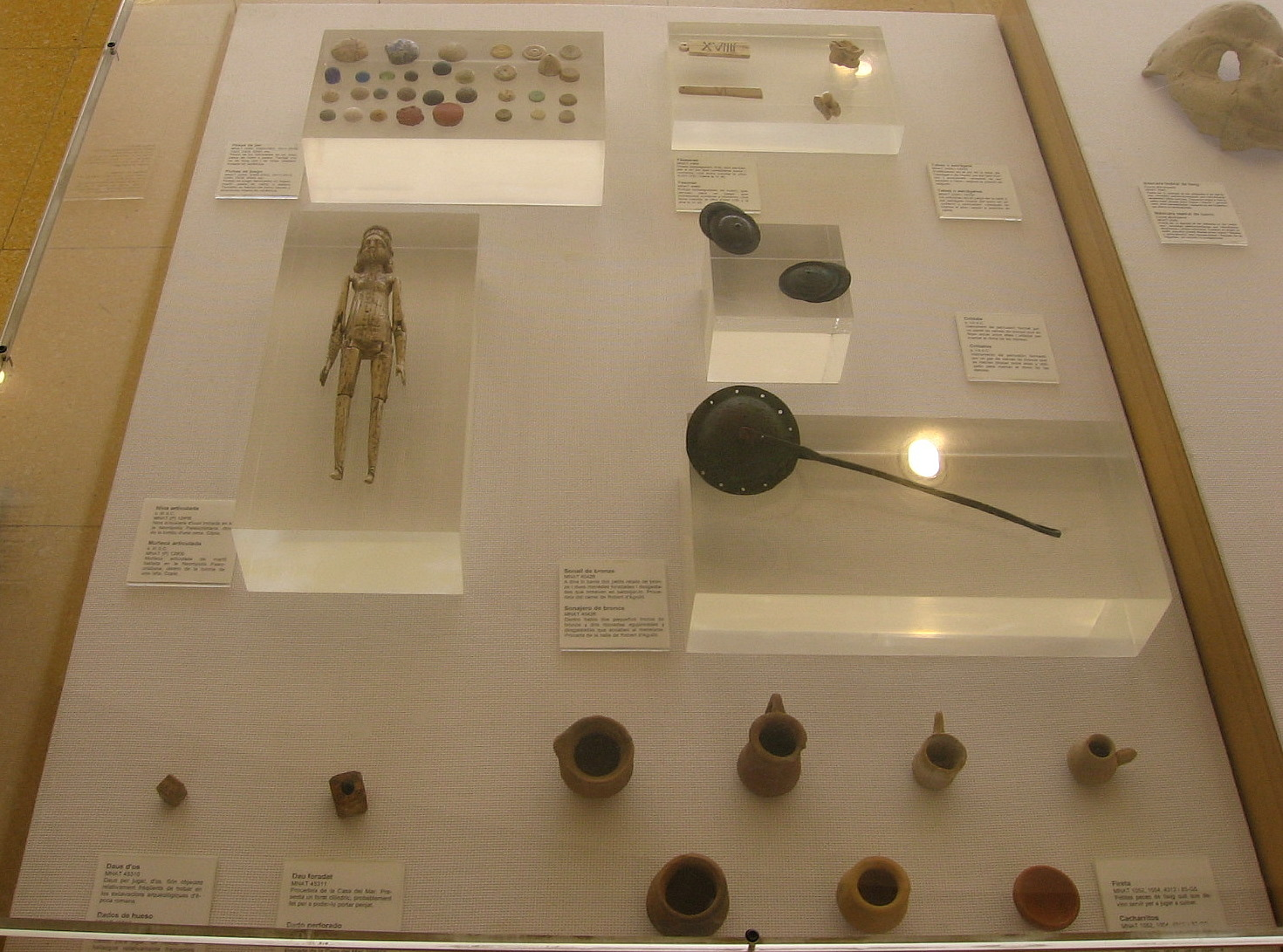
Jucării romane. Observaţi păpuşa şi miniaturile vaselor, folosite în jocul „de-a casa”.

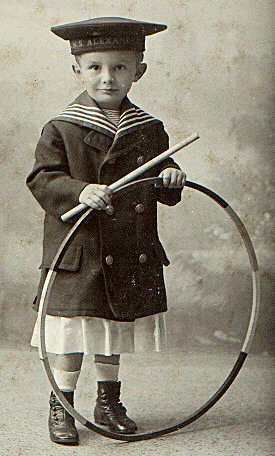
Un băiat cu „cercul”, popular în multe culturi.

Mamiferele tinere adesea se joacă cu diferite obiecte, mai ales că pot transforma orice lucru, până și mâncarea, într-o jucărie.
Este evident că istoria jucăriilor este la fel de veche ca istoria umanității. Printre jucăriile Indiei Antice, găsite de arheologi se numără căruțe de jucărie și fluiere în formă de pasăre.
Cele mai vechi jucării erau făcute din materiale găsite în natură, ca lemn și lut. Mii de ani în urmă, copiii egipteni se jucau cu păpuși din piatră cu peruci. În Grecia Antică și Roma Antică, copiii se jucau cu păpuși făcute din ceară sau teracotă, bețe, arcuri cu săgeți și yo-yo-uri.
Cum tehnologia a evoluat, și jucăriile au evoluat, devenind din ce în ce mai complexe. Înainte jucăriile erau făcute din lut, bețe și iarbă. Astăzi sunt făcute din plastic, cauciuc sau chiar metal. În ziua de azi sunt de asemenea produse în masă și vândute în întreaga lume. În primii ani din deceniul al XIX-lea, existau deja păpuși care puteau spune „mama”. Mai târziu au apărut păpușile care puteau spune fraze mai complexe; apoi au apărut păpușile care efectiv răspund interacțiunilor copilului și chiar vocii copilului.
Jucăriile sofisticate pot chiar recunoaște vocea „stăpânului”, răspunde la ea folosind sute de fraze pre-programate. Altele pot efectiv comunica cu alte jucării sau chiar recunoaște vizual obiecte.

## Dezvoltarea copilului

Pendulul lui Newton

Jucăriile, la fel ca jocul, își au rolul bine-definit atât pentru oameni cât și pentru animale. Ele sunt sursă de distracție dar sunt și educative. Jucăriile stimulează creativitatea. Scopul este dezvoltarea inteligenței și perspicacității copilului, pentru a-l pregăti pentru viața de adult.
Una din cele mai simple jucării, setul de blocuri de lemn este una din cele mai bune jucării pentru dezvoltarea minții. Jucăriile ca mingea sau coarda învață copiii despre relațiile spațiale cu celelalte obiecte, despre relația cauză-efect sau relația acțiune–reacțiune.
Jucăriile pentru bebeluși adesea folosesc sunete și culori vii pentru a se distinge. Prin joaca cu jucăriile, bebelușul învață să recunoască figurile și culorile și prin repetiție, își exersează memoria. Jucăriile de asamblare le dă copiilor libertatea de a-și crea propriile jucării.
Jucăriile educaționale pentru copiii școlari includ probleme de gândire, un puzzle, o metodă de rezolvare a problemelor sau o formulă matematică. Jucăriile pentru adolescenți sau pentru adulți sunt din ce în ce mai complexe, ele explică fenomene fizice, relații matematice sau alte subiecte din materia învățată în școli și din viața de toate zilele.

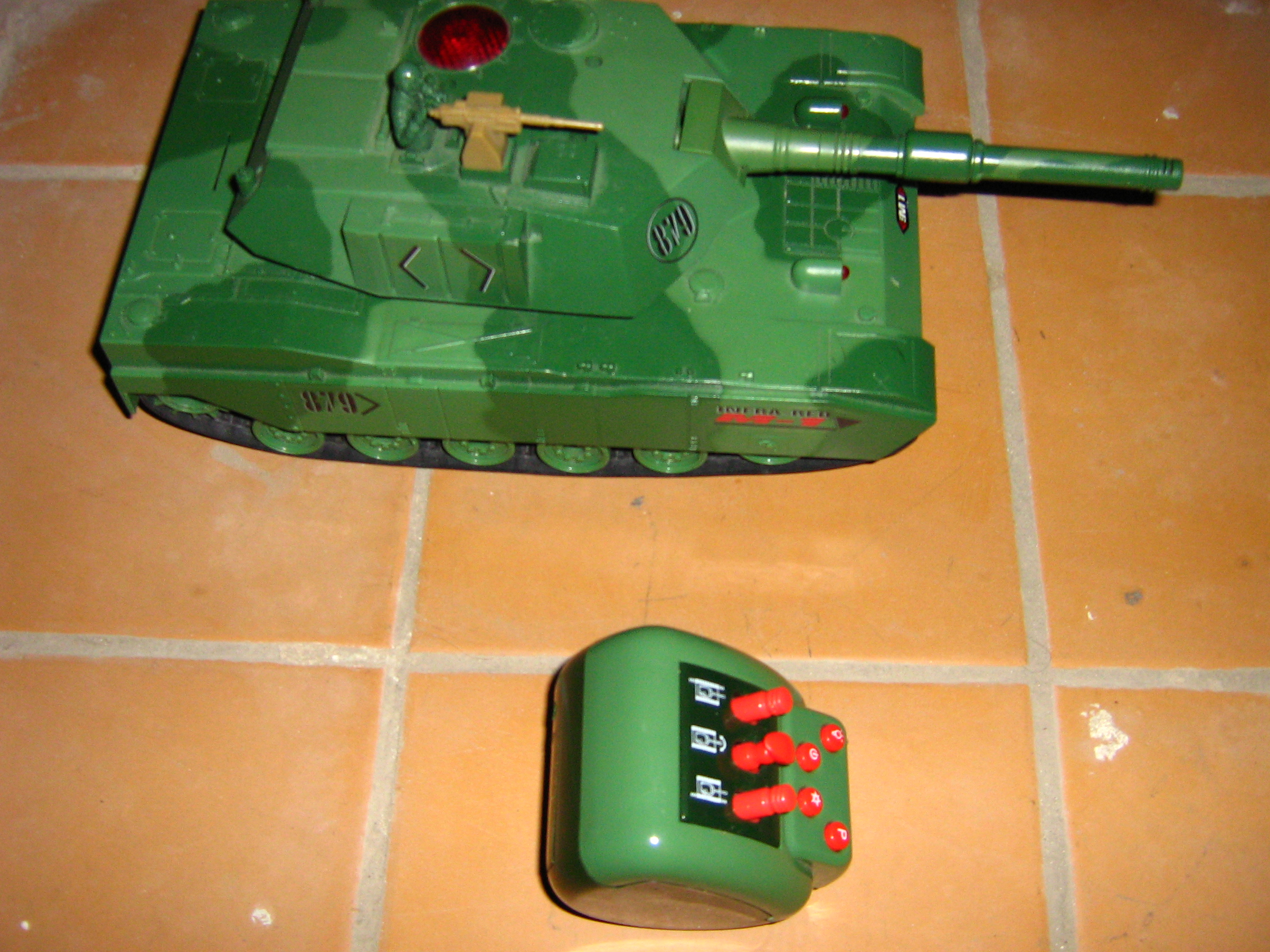
Tanc de jucărie cu o telecomandă

### Genul copilului
Despre jucăriile cum ar fi păpușile Barbie și tancurile de jucărie de multe ori se spune că sunt mai potrivite fetelor sau mai potrivite băieților. Cercetătorii au arătat că până și copii de 18 luni prezintă preferințe în ceea ce privește jucăriile în funcție de sexul lor.

## Clasificare

Piese de puzzle

Jucăriile se pot clasifica astfel:

### Jocuri de asamblare
Aceste jocuri sunt formate din piese asamblabile cu care copiii își pot crea cu ușurință propriile jucării. Piesele sunt de diferite forme și culori, astfel încât să se îmbine cât mai bine cu celelalte piese. Unele piese sunt piese simple, altele au atașate roți (pentru construirea vehiculelor), altele au agățătoare, altele pot avea și alt fel de „accesorii”.
Astfel de seturi de jucării exersează vederea copilului în spațiu dar și perpsicacitatea acestuia.
- Puzzle

Tăbliţa cu 15 plăcuţe

Jocurile de puzzle sunt seturi de piese, de obicei de formă neregulată, asemănătoare cu cea din figura alăturată. Fiecare piesă conține o „bucățică” dintr-o imagine. Scopul jocului este ca copilul să reconstituie imaginea originală îmbinând piesele de puzzle.
Un alt tip de puzzle este tăblița cu 15 numere (așa-numitul 15-puzzle). La începutul jocului, pe o plăcuță păratică, 15 plăcuțe pătratice cu numere de la 1 la 15 sunt puse în dezordine, pe 4 rânduri și 4 coloane. Scopul jocului este să se aducă tăblițele în poziția în care cele 15 numere sunt în ordine crescătoare (1, 2, 3, 4, 5, ... , 14, 15), pe tablă fiind disponibil un loc liber, cu aceeași suprafață ca plăcuțele, pentru a permite jucătorului să mute plăcuțele.

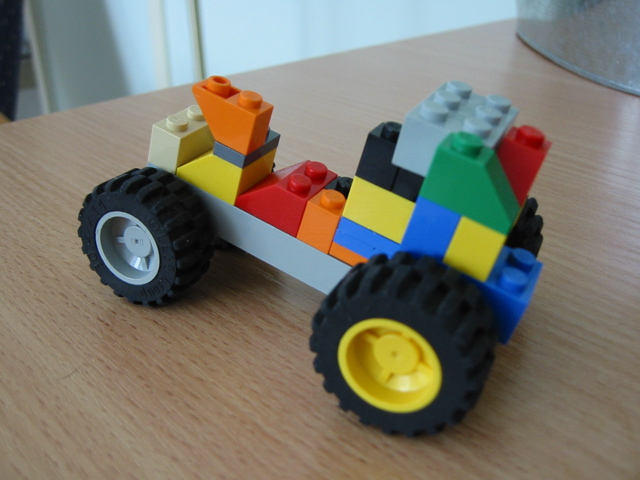
Un tractor construit din piese de LEGO

- LEGO

### Păpuși, animale de pluș, miniaturi, vehicule
Păpușile și animalele de pluș sunt printre cele mai populare jucării, deși ele prind mai bine copiilor mai mici. În general fetele preferă păpușile și bebelușii de jucărie iar băieții animalele de pluș dar mai ales vehiculele. În ziua de azi, păpușile încep să semene cât mai mult cu persoanele reale, ca de exemplu celebra Barbie și "iubitul" ei, Ken. Păpușile sunt de obicei miniaturi ale unor persoane adevărate, chiar dacă păpușile reprezentând bebeluși sunt de multe ori în mărime naturală. Se face de multe ori diferența dintre o păpușă și o figurină de acțiune. Figurina este făcută de obicei din plastic sau este semi-metalică și de foarte multe ori imită personajele din desenele animate Figurinele ca Action Man sunt destinate cu precădere băieților iar păpușile sunt destinate cu precădere fetelor.
Jucăriile de pluș păstrează aceleași caracteristici: Au urechi mari și un nas pronunțat, de multe ori zâmbesc sau râd, pentru a bine-dispune copilașul atunci când plânge sau este trist. Animalul cel mai des reprezentat de jucăriile de pluș este ursul. Este cunoscut popular sub denumirea de ursuleț (din engleză: teddy-bear). Alte animale reprezentate de jucăriile de pluș sunt: câinele, iepurele, șoarecele, leul.
Copiii se joacă cu vehiculele de jucărie încă din vechi timpuri, când grecii făceau căruțe cu două roți de jucărie. Mașinuțele de jucărie din ziua de azi seamănă din ce în ce mai mult cu cele reale, iar multe din ele vin împreună cu piste sau străzi din plastic destinate lor.

### Jocuri strategice
- Șah
- Țintar
- Dame

### Jocuri problemă

Cubul lui Rubik

Astfel de jocuri pun la încercare ingeniozitatea și perspicacitatea copilului; aceste jocuri pun copilul în fața unei dileme, astfel încât inteligența lui să fie pusă la încercare.
- Cubul Rubik

Cubul lui Rubik este unul din cele mai populare jucării problemă. El consistă dintr-un cub a cărui fețe sunt împărțite în câte 9 pătrate mai mici, în 6 culori: roșu, galben, albastru, verde și alb. Coloanele și rândurile se pot roti, astfel încât pozițiile pătratelor mici să se modifice. Scopul jocului este aducerea potrivirea culorilor pătratelor mici astfel încât fiecare față să aibă numai pătrate de o anumită culoare. Deci la finalul jocului, cubul Rubik va avea o față complet roșie, una galbenă, una albastră, una verde și una albă. Totuși, rezolvarea cubului lui Rubik este destul de dificilă deoarece se pot realiza 43 252 003 274 489 856 000 de combinații diferite.

### Jocuri video
- Game Boy
- Nintendo
- Nintendo GameCube
- Xbox 360
- PlayStation 3

### Jucării pentru sport și aer liber

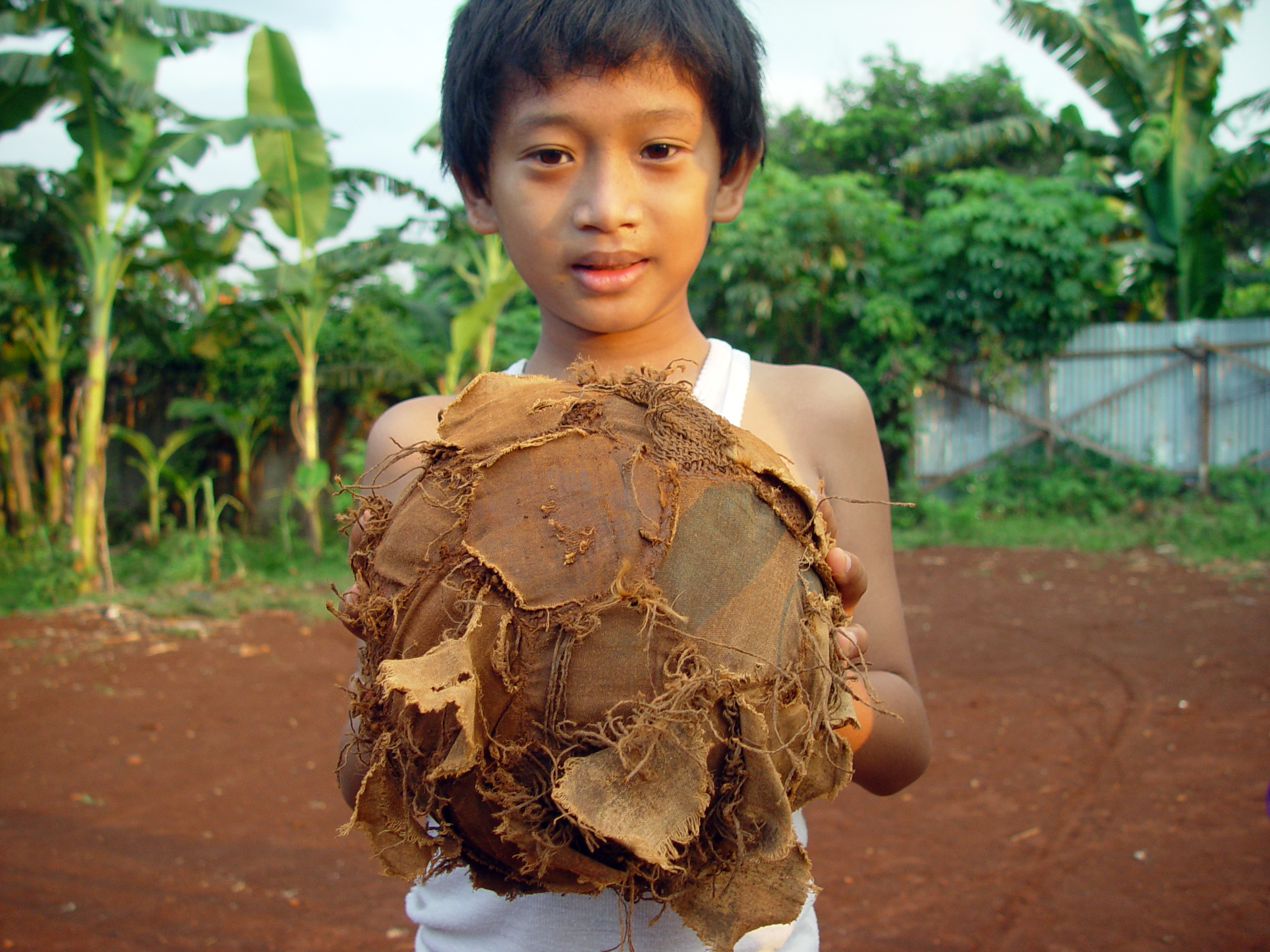
Minge de fotbal a unui băiat din Jakarta

- Mingea, cea mai cunoscută jucărie pentru aer liber. Aceasta prinde cel mai bine la băieți; pentru fete există coarda,[necesită citare] adică o sfoară mărginită care este învârtită concomitent de două fete în aceeași direcție, una ținând de un capăt, cealaltă de celălalt capăt, urmând ca cea de-a treia să sară coarda atunci când aceasta se apropie de sol.

- Cercul, o jucărie pentru aer liber o jucărie extrem se simplă, destinată copiilor mici. Înainte era o simplă bucată de sârmă în formă de cerc. Până în ziua de azi, roata a evoluat mult: nu mai este din sârmă ci din plastic și acum are și spițe.

### Jucării pentru confecționări
Astfel de jucării sunt pentru copii practici; sunt educative și nu doar distrează copilul dar îl și învață să țeasă, să coasă, să deseneze, etc. Ele stimulează creativitatea copiilor și sunt foarte educative.

## Siguranța jucăriilor
Multe state impun producătorilor de jucării să inscripționeze pe spatele jucăriilor unele avertismente cu privire la riscul ingerării sau al inflamării jucăriilor. Mulți copii mici adesea își aduc jucăriile la gură sau chiar le mestecă. Pentru cazurile în care aceștia ingerează părți mici din jucării, acestea sunt verificate periodic pentru a se determina dacă jucăria poate sau nu poate otrăvi copilul.

## Jucăriile în Europa
În anul 2004, în Uniunea Europeană, sectorul jucăriilor atingea un volum al vânzărilor de 18,3 miliarde de euro anual la valoare de retail (inclusiv jocurile video).
Ponderea majoră o aveau Anglia, Franța, Germania, Italia și Spania, care acumulau 75% din piață.

## Jucăriile în România
În anul 2014, în România existau 102 producători de jucării cu o cifră de afaceri cumulată de 30 milioane euro, 90% din această cifră fiind generată de cei mai mari 20 dintre aceștia.
Cei mai mari trei producători locali de jucării erau D-Toys, Romexa și Modelleisenbahn.
În anul 2013, românii au cheltuit pe jucării, jocuri și console video aproape 170 de milioane de euro.
În anul 2009, piața jucăriilor educaționale a fost estimată la 180 milioane euro.
În anul 2007, piața de jucării din România era aproximată la 62 milioane euro.
Importurile se cifrau la 84,5 milioane de euro, în timp ce exporturile atingeau doar 42,2 milioane de euro.
În anul 2006, piața de jucării din România s-a ridicat la 52,2 milioane euro.
În anul 2005, piața de jucării din România era estimată la 60 de milioane de euro iar importul de jucării, în majoritate no-name, acopereau 97% din piața de profil, în timp ce puținii producători autohtoni își direcționau livrările la extern.